# 中西太
中西 太（なかにし ふとし、1933年4月11日 - 2023年5月11日）は、香川県高松市松島町出身のプロ野球選手（内野手）・コーチ・監督、解説者・評論家。1999年に野球殿堂入り。豪打と俊足で「怪童」と呼ばれ、西鉄ライオンズの黄金期を支えた。指導者としては「ふとっさん」や「名伯楽」と呼ばれ、打撃指導が高く評価されている。西鉄、日本ハム、阪神で監督となり、多くの球団や選手のコーチも務めた。座右の銘は「何事も苦しい時が自分の礎をつくる」という「何苦楚」。高松市市民栄誉賞の初の受賞者。

## 概要
1933年（昭和8年）生まれ。高松第一高等学校時代は甲子園で夏2回ベスト4、春1回出場。甲子園で二戦連続ランニングホームランも記録した。西鉄では三原脩監督時代の黄金期を支え、本塁打王5回、打点王3回、首位打者2回、ベストナイン（三塁手）7回を記録。1953年には史上最年少でトリプルスリーと二冠（本塁打王・打点王）を、1955年にはパ・リーグ最高殊勲選手を達成。豪打と俊足から「怪童」と呼ばれた。
西鉄では選手兼監督を経て監督となり、1963年にリーグ優勝を達成。日本ハムや阪神でも監督を務める。最終的に5球団で監督や監督代行を務め、ヤクルト、近鉄、巨人、オリックスなどでもコーチや臨時コーチを歴任。若松勉、岡田彰布、掛布雅之、宮本慎也らを育てた。指導者としては「ふとっさん」や「名伯楽」と呼ばれ、その打撃指導は高く評価された。「何事も苦しい時が自分の礎をつくる」という「何苦楚」が座右の銘で、岩村明憲や田口壮に引き継がれた。
妻は三原脩の長女。人生の師でもある三原からは「人を見て法を説け」や「三原イズム」、メモ魔を受け継いだ。中西が持っていた「三原ノート」は栗山英樹に引き継がれている。高松讃紫会では名誉会長に就任。2000年には初の高松市市民栄誉賞を受賞し、2009年1月からは高松市観光大使も務めていた。たかまつミライエには中西の特設コーナーが設けられている。2023年（令和5年）に90歳で死去。翌年には高松市立中央公園にある水原茂・三原脩の銅像の隣に、中西の銅像も建立することが計画されている。

## 経歴

### プロ入り前
3歳の時に父・宇八を亡くし、幼少期は野菜の行商をしていた母・小浪の手で育てられる。小学6年生だった1945年7月4日、住んでいた高松で高松空襲に遭う。一度は防空壕に逃げ込んだが、周りの大人たちに招かれるように防空壕を出て、間もなくして自分が避難していた防空壕は爆撃された。本人も「あのまま防空壕にいたら命は無かったから、運が良かった」と語っている。1946年、旧制高松一中に入学（高松一中は1948年に学制改革により高松一高となる）。高松一高時代は本塁打を量産し、「怪童」といわれていた。中西が打撃練習を始めると、打球が速すぎて危険なため内野手は外野に移動していたという。甲子園には三塁手として3度出場。1949年春の選抜は準々決勝に進むが、小倉北高のエース福嶋一雄に完封負けを喫する。同年夏の選手権は、準決勝で佐々木信也（高橋）のいた湘南高に延長10回にサヨナラ負けする。
1951年夏の選手権は準決勝に進むが、優勝校となる平安高の清水宏員（毎日）、上市明（大映）のバッテリーに抑えられ3-4で惜敗。この大会では岡山東高の秋山登（大洋）らから2試合連続でランニングホームラン、計6打点を記録した。同年の広島国体では準々決勝（初戦）で都島工と対戦、延長21回の熱戦の末に0-1でサヨナラ負けした。高校の2年上に山下健（阪急）、1年上に玉木春雄（西鉄）、同期には松岡雅俊（東映）、1年下には荒井健（近鉄）、松井清（西鉄）と後にプロ入りするチームメイトが揃っていた。
国体出場後、高校卒業後の進路について飛田穂洲より早稲田大学進学を勧められ、見学のために上京。この時に同郷・香川の先輩で早大OBでもある西鉄ライオンズの三原脩監督と出会った。
三原は貧しかった中西の早大進学の費用を西鉄が出す代わりに、卒業したら入団するように約束をさせた。しかし毎日オリオンズの若林忠志監督が毎日新聞高松支局長を伴って中西の兄を抱き込み、契約寸前までいっているとの連絡が入る。三原はすぐさま中西の家に向かい、西鉄側には高松一高野球部後援会や市会議員までが出てきて入団を後押しした。最終的には「郷里の先輩を信じるのが一番良い」という母親の決断により、西鉄入りが決まった。早大進学の夢が打ち砕かれたのとプロでやっていく自信の無さから、決定の瞬間に中西は大声をあげて泣いた。

### 現役時代
1952年に西鉄へ正式入団すると、開幕から七番打者、三塁手に抜擢され活躍。プロ初本塁打はランニングホームランであった（高校時代に甲子園で記録した本塁打も2本ともランニングホームランである）。同年は打率.281（17位）、12本塁打で新人王を獲得。
1953年には7月から四番打者に座り、トリプルスリー（打率.314、36本塁打、36盗塁）を史上最年少で達成。同年から6年連続でベストナインに選出される。また、36本塁打は2024年現在も2019年の村上宗隆と並び高卒2年以内の選手の最多本塁打記録であり、86打点も同年の村上が抜くまで高卒2年目以内の選手の最多記録だった。その後も1958年まで毎年の様に三冠王に近い成績を残し、1956年はパシフィック・リーグMVPを受賞。1953年から1956年にかけては4年連続で本塁打王を獲得。1953年は大映（30本）と近鉄（31本）、1954年は近鉄（27本）のチーム本塁打を個人で上回っていた。他にも、1955年は17敬遠でパ・リーグの初代最多敬遠となり、翌年も山内和弘と並ぶ17敬遠を記録した。
大下弘・豊田泰光・関口清治・高倉照幸・河野昭修らと形成する強力打線は「流線型打線」と呼ばれ、1954年に球団初のリーグ優勝を飾る。同年の中日ドラゴンズとの日本シリーズでも25打数8安打3打点と活躍。稲尾和久が入団した1956年からは水原茂監督率いる巨人を相手に3年連続日本一という黄金時代を築き上げた。この時期に三原の長女・敏子のもとへ婿入りし、三原の義理の息子となっている（戸籍上は「三原太」となっている）。1956年の巨人との日本シリーズでは第2戦に安原達佳、第4戦に中尾碩志から本塁打を放つ。この年は29本塁打・95打点で二冠王に輝くも、打率は豊田泰光と4毛の差で三冠王を逃す。
1957年の日本シリーズは21打数5安打無打点とあまり活躍の場はなかったが、1958年の日本シリーズは第5戦から3試合連続本塁打を放ち本領を発揮した。
1958年は打率.314と23本塁打で二冠王に輝くも、打点王の葛城隆雄（大毎）に1打点差で届かず、三冠王を逃す。なおこの時の打率.314は、1953年の岡本伊三美（南海）の.314を下回り、2リーグ分裂後パ・リーグの首位打者としては最低打率記録で、1976年に西鉄の後進・太平洋クラブの吉岡悟が.309で首位打者となるまて最低打率だった。
1958年までは常にタイトル争いに加わるほどの打棒を誇るが、1959年の6月3日の近鉄戦（平和台）で鈴木武に利き手をスパイクされて6針縫う負傷。さらに1960年には左手首に腱鞘炎を患い満足なスイングができなくなり、常時出場は困難になる。
1961年には回復が見られ、主に一塁手として78試合に先発出場、打率.304、21本塁打を記録。しかしベストナインには9試合のみ起用された三塁手として選出された。
1962年からは西鉄の選手兼任監督に就任。再び怪我が悪化し開幕から欠場、28試合の先発にとどまる。豊田は故障を抱えながら出場を続け「俺は我慢して出ているのになぜ」と反発し、チームは完全に分裂、その年のオフ国鉄スワローズに移籍した。
1963年は開幕から一塁手として出場。チームも好調を維持し、トニー・ロイ、ジム・バーマ、ジョージ・ウィルソンら「三銃士」が活躍。ロイ、バーマ、ウイルソンと気が合った。若生忠男・畑隆幸・田中勉・安部和春・井上善夫ら若手投手の奮闘もあり、南海と熾烈な優勝争いを繰り広げる。最大14.5ゲーム差を追い上げて最後の4試合（2日連続のダブルヘッダー。3勝1分以上もしくは2勝2分で優勝、3勝1敗で南海との同率プレーオフ、それ以外は南海の優勝）に全勝し、劇的なリーグ優勝を決める。同年の日本シリーズでは巨人に3勝4敗で敗退した。
1964年からは代打での出場が主になる。チームは稲尾を故障で欠いたため、5位へ転落。同年オフの退団となった若林忠志ヘッドコーチの処遇を巡りバッシングを受け、「若林に成績不振の責任を取らせた」とマスコミからの非難を浴びた。実はこの時、若林退団の真の理由は末期ガンのためであったが、若林の家族の意向からその事実は本人にも伏せられ、真相は中西と若林夫人しか知らなかった。自らの真の病状を知らない若林は中西が見舞いに来るたびに、「自分はもう大丈夫だから現場に戻してほしい」と語っていたという。それがもはや叶わないことを知っていた中西は「涙が出るほど辛かった」と後年に回想している。若林は1965年、58歳で死去した。
1965年はルーキーの池永正明が20勝で新人王を獲得したほか、稲尾の復活もあり3位でAクラスに返り咲く。
1966年は稲尾がリリーフに転向し、最優秀防御率を獲得。同年9月30日、中西はこのシーズン5本目の代打本塁打を記録するが、これは自身通算10本目の代打本塁打であり、大館勲夫の当時の日本プロ野球記録を二つとも更新している。
1967年は宮寺勝利を正捕手に据えたため、和田博実を外野にコンバート。池永が最多勝を獲得し、2年連続で2位となった。
1968年は「猛打西鉄」復活を狙って、高木喬・広野功を獲得。東田正義・竹之内雅史の台頭もあったが、5位に終わる。
1969年は宮寺に代わって村上公康が正捕手となったが、チーム打率最下位・チーム防御率5位という散々な内容で2年連続で5位となる。広野が20本塁打、村上が14本塁打を放った。同年に中西は現役を引退し、監督も退任。同年10月に発覚し、西鉄の選手も関与していた八百長疑惑事件、いわゆる「黒い霧事件」についての道義的責任を負っての辞任でもあった。
中西が着けた背番号6は、将来有望な選手が出るまでの保留欠番とされ、1973年、西鉄が身売りした際に、監督の稲尾の推薦で菊川昭二郎が33から変更して着けた。

### 引退後
引退後に1年だけTBS解説者（1970年）を務めた後、ヤクルト（1971年 - 1973年ヘッドコーチ, 1983年 - 1984年一軍ヘッド兼打撃コーチ）、日本ハム（1974年 - 1975年監督）、阪神（1979年 - 1980年一軍打撃コーチ, 1980年 - 1981年監督）、近鉄（1985年 - 1988年一軍打撃コーチ, 1989年 - 1990年ヘッドコーチ）、巨人（1992年一軍打撃総合コーチ）、ロッテ（1994年ヘッドコーチ）、オリックス（1995年 - 1997年ヘッドコーチ）で監督・コーチを歴任。指導者生活の合間を縫って、九州朝日放送（1976年 - 1978年）・毎日放送（1982年, 1991年）解説者、日刊スポーツ評論家（1977年 - 1978年、1982年、1991年、1993年）を務めた。
ヤクルトコーチ1期目にはプロ入り前から若松勉の素質を見抜き、体の小ささを理由にプロ入りを拒否していた若松に対して北海道まで出向いて説得を行い、入団後はマンツーマン指導により2年目で首位打者を獲得するまでに育て上げた。後に若松が野球殿堂入りを果たした時は「自分の殿堂入りよりもうれしい、自分に若松を託したお父さんからもお褒めの言葉を授かり、非常に嬉しかった」と述べている。2期目には八重樫幸雄と二人三脚で独特のオープンスタンスの打撃フォームを造り上げ、これにより打力が向上した八重樫は正捕手の座を獲得し、現役晩年は代打の切り札として活躍した。1984年4月には武上四郎辞任に伴い監督代行を務めるも18試合で辞任。一般的には「体調不良と成績不振のため」とされているが、当時1軍打撃コーチだった伊勢孝夫によれば「荒木大輔の処遇で揉めた」のが真の原因で、荒木を2軍でじっくり育てるべきとする中西と、大人気の荒木を1軍に置きたいオーナー（松園尚巳）やフロントが対立し、中西が「言うことを聞いてもらえないなら、代行もやめる」として辞任したという。
日本ハムでは初代監督に就任するも2年連続最下位で解任され、代表取締役社長兼球団代表の三原は、初回に走者が出た場面でバントのサインを多用していた中西の采配を見て、監督の器ではないと思ったという。また、張本勲は一打逆転の場面を直視できずにベンチ裏に下がり、マネージャーを通して状況を確認していた中西の采配について、選手も戦う気になれなかったと振り返っている。また張本はすれ違いも多かったと述べている。
阪神時代はドン・ブレイザーの辞任に伴い、監督へ昇格したが、5位に終わる。1981年は3位になるも同年退任し、在任中はコーチ時代から折り合いの悪かった江本孟紀に「ベンチがアホや」と公言され、確執が修復不能なほど悪化して引退に追い込んでしまう。ただし、引退後しばらくしてからは、会えば会話をし、肩を組んで写真を撮ることもある関係に回復している。岡田彰布を二塁手で定着し新人王を獲得した。一方で、掛布雅之を中心とした猛虎打線の基礎を横溝桂打撃コーチと共に築き上げた。掛布から師と仰がれ「中西さんは選手のいい所をどんどん引き出してくれてね。それで欠点を補っちゃうんだよ」。球を呼び込んで打つよう大きなジェスチャーで求める中西に、掛布は「バットを大きく引いて打つイメージが、より鮮明になった」と振り返る。また掛布は「山内一弘さんと共に私の打撃に最も影響を与えてくれた方。指導を受けた79年に初の本塁打王を獲得できたのは中西さんの長所を伸ばす指導法のおかげでした。」と述べている。真弓明信がカーブ打ちに苦しんでいる時その前で打てとアドバイス。
近鉄コーチ時代は盟友の仰木彬監督とタッグを組み、1989年のリーグ優勝に貢献。オリックスコーチ時代には仰木と再びタッグを組み、リーグ2連覇と1996年の日本一に貢献。仰木とのコンビは名コンビと言われた。田口壮からも恩師と慕われて、イチローには打撃じゃなくて守備を教えた。特に近鉄コーチ時代は10.19があった1988年と劇的なリーグ優勝を果たした翌1989年における仰木とのコンビで、球団の人気も実力とともに急上昇し、近鉄は常勝チーム西武の最大のライバル球団となった。伊東勤はその西武の選手であったにも関わらず指導を受けた経験があり、中西について、教えるのが好きな人だったと振り返っている。新井宏昌は「打撃の師。中西さんの教えで初の首位打者。打者に会ったスタイルを見つける中西さんの教えを受けたことは、その後指導者人生にもプラスになった。」と述べている。1989年近鉄優勝の立役者となったラルフ・ブライアントは、1988年途中まで中日二軍でプレーしていたが、仰木らと共に二軍戦を視察した中西が「獲れ。ワシが直す」と進言し、金銭トレードでの近鉄移籍が実現。その後はマンツーマンの練習を行い成功に繋げ、後に日本での成功の秘訣を訊かれたブライアントは、中西の口癖である「シンボウ」（辛抱）と答えている。なお、西鉄時代は中西の参謀役を、まだ現役選手だった仰木が務めていた。
巨人時代指導した原辰徳は「包容力があり野球博士で人生の師でもあり僕の人生に非常に影響を与えてくれた。中西さんの打撃理論は多くの方へ影響を与えたと思う。」と述べている。
ロッテ時代はシーズン途中からは八木沢荘六の後を受けて監督代行を務め、手腕が評価され翌年からの正式就任を打診されるも、年俸などの条件が折り合わず固辞。
オリックス退団後も様々な球団で「特別コーチ」「臨時コーチ」を務めたが、1999年にはヤクルト監督を務めていた若松の依頼により、バッティングアドバイザーに就任。同年には野球殿堂入りを果たし、2001年まで務めた。在任中は宮本慎也を指導し、当時の宮本は守備の人であったが、これにより打力が向上。後にプロ通算2000安打を達成した際に「（中西との出会いがなければ）2000本になんて到底届かなかったと思います」と語っている。並行して2000年からは4度目の日刊スポーツ評論家となり、2002年からは評論活動に専念。
1997年に甲状腺がんを患ったが克服し、経過は良好であり、2007年2月にはメジャーリーグに挑戦する愛弟子・岩村明憲の自主トレを手伝い、中西自らバッティングピッチャーとして登板。岩村も「こんな元気な70代の人はそうはいないですよ」と驚くほどだった。
自身の座右の銘である「何苦楚（なにくそ-何事も苦しむことが楚となる）」は、オリックス・ヤクルト時代の教え子である田口壮や岩村に受け継がれ、その影響は田口の著書「何苦楚日記」や岩村のブログ「AKI何苦楚魂」に見られる。2007年10月には現役時代のユニフォームやトロフィーなどの資料49点を故郷の高松に寄贈し、2008年4月26日より高松市松島町の高松市民文化センターで公開されていたが、2012年3月11日限りで建物が閉館となった。その後は市民文化センターの後継施設として2016年11月23日にオープンした高松市こども未来館（たかまつミライエ）1階の「市民交流ゾーン」に「怪童中西太コーナー」が改めて設置されている。

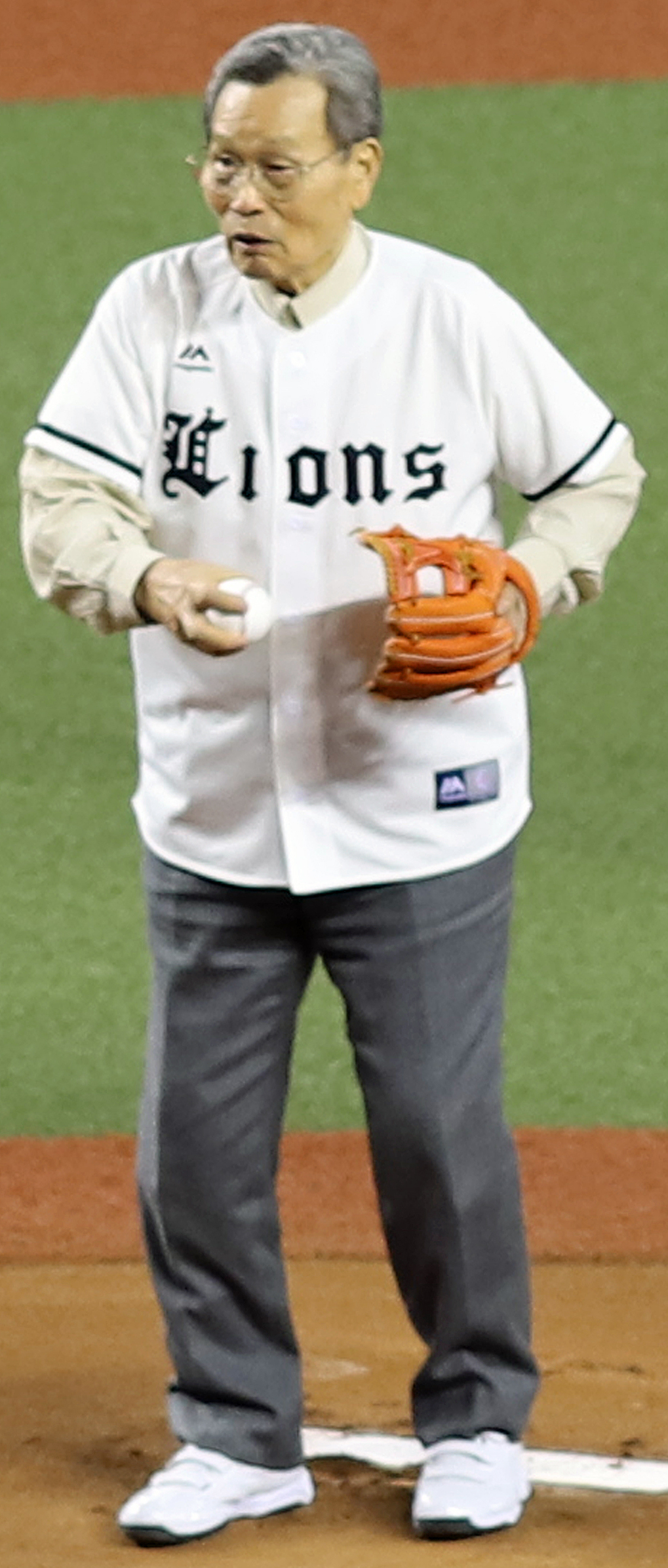
2019年4月2日

2008年の第90回全国高等学校野球選手権記念大会開会式前に「甲子園レジェンズ」の一人として登場。
2017年に学生野球の指導資格を回復。2018年3月には高倉照幸前会長の後を受けて「ライオンズOB会」会長に就任。同年夏には第100回全国高等学校野球選手権記念大会香川県大会と本大会（大会14日目）で始球式を行った。2019年4月2日にはライオンズ埼玉移転40周年を記念して、メットライフドームにてパ・リーグ本拠地開幕戦で始球式に招聘された。

### 死去、その後
2023年5月11日に心不全のため死去、90歳没。墓所は世田谷区の実相寺。
同年11月3日には、高松市内でお別れの会の開催され、金村義明や浜村孝、田中調、島谷金二らが出席した。同会では鴨居真理子が司会を務め、栗山英樹が弔辞を読んだ。その際、栗山は香川県知事の池田豊人や高松市長の大西秀人に中西の銅像建立を要請。翌2024年には、高松市立中央公園にある水原茂・三原脩の銅像の隣に、中西の銅像も建立することが計画されている。

## プレースタイル

### 打撃
「怪童」と称されるほどのスラッガーであった。中西は、その豪快な打撃で数々の伝説を残している。以下はその一例である。
- 1953年8月29日、対大映戦（平和台野球場）で林義一投手から放った打球はライナーでバックスクリーンを優々と越え、場外の福岡城址まで届いた。大和球士の「プロ野球三国史第十巻」によると、打球は「バックスクリーンの上空三十フィート、約九メートルのところを越えていった」。その飛距離は「五百三十フィート(一六二メートル)」で、プロ野球最長飛距離の本塁打、また福岡城址は「外野スタンドから更に50m先」にあるため、180〜190m近く飛んだ可能性もあると言われており、まさに球史に残る大ホームランであったとされる。この時も、林義一投手は「（取れるライナーかと思って）ジャンプした。そうしたらグングン伸びて、バックスクリーンのはるか上を越えていった」と千葉茂に後年語っていたと言う。ただ打った中西本人は、あまりにも低い弾道だった為、本塁打になるとは思わず、一塁を回るあたりまでは全力疾走をしていたといい、それほどの飛距離の本塁打になるとも思っていなかったという。また同僚の豊田泰光は「あの一発クラスのホームランを太さんは何本も打っている。左中間場外に飛ばした打球は、当時は照明が暗かったし、どこまで飛んでいったか分からんのだよ。あの一発より大きいものもあったはず」と語っている[63]。
- 1955年の川崎球場で行われた試合では、中西の放った地面すれすれの強烈なライナーがショートを守っていた有町昌昭の足を直撃した。有町は病院送りとなったが、彼はあまりの打球の速さに一歩も動けずグラブを差し出すことすら出来なかった。この試合を観戦していた記者の大和球士は、報知新聞に「中西が日本で初めてのゴロを打った。二死後、遊撃有町めがけたライナーは有町の左のスパイクか右足首にぶつかり、勢い余って二塁の守備位置付近に転がる痛烈なゴロ。打球の鋭さといい野手を一発し打倒したことといい、跳ね返り具合といい、まさに日本で初めて見るゴロであった」と記している。なお有町は当時まだプロ2年目であったが、この打球による負傷の影響に加えて「俺はあんなの捕る自信ない」と自信喪失してしまったことにより、同年限りで現役を引退した。
- 1958年のシーズン、南海に7月に11.5ゲーム差をつけられた西鉄は終盤戦に猛追して、9月28日に平和台球場での26回戦（カード最終戦）を勝率6厘差の2位で迎えた。中西は1回の第一打席で先発の杉浦忠からスリーランを放った。打った瞬間、杉浦は「ショートライナーか左前打だ」と思った打球がライナーのままスタンドインし、看板を直撃した。外野手の大沢昌芳（後に啓二）と長谷川繁雄は互いに顔を見合わせて一歩も動けなかった[64]。
- 南海の捕手の野村克也は中西について、力士のような体で柔らかく、素振りひとつ、フリーバッティング一つとっても絵になる打者だったと語っている。中西がベンチ前で素振りをすると、反対側の南海側ベンチまで「ブンッ」という音が聞こえて南海ベンチで話題となったという。このような体験をしたのは中西ただ一人だけとのこと[65]。バットを持たせてもらったことがあったが振れるような重さではなかったという[66]。
- 遊撃手がジャンプしてわずかに届かなかったライナー性の打球が、ものすごい勢いでそのままスタンドインした。また、投手の肩口を抜けたライナーが伸びに伸びて平和台のバックスクリーンを超えていった（青田昇の証言より。このとき青田はセンター前ヒットと思って一歩前に出たという）。
- ファウルチップで焦げたボールの皮の匂いが、マウンド上の投手まで届いた（中西曰く、当時はバットを動物の脂で磨くことが多く、ボールが焦げたというのは誤りであるものの、ダッグアウトまでその匂いが届いたという）[67]。
- 中西の打球について三原は「中西君の本領は、しかしこの本塁打ではない。飛距離もそうだが、それにプラス打球の速さがあった。この打球スピードについては、ヒイキ目でなく、中西の前に中西なく中西のあとに中西なし、といってもいい。その秘密は、類まれなリストの強さ、柔軟さにあったと思う」と述べている[68]。
- 王貞治の育ての親でもある荒川博は、「日本プロ野球で最強のバッターは誰かと聞かれたら次の2人。右の中西、左の王でしょうな。中西はあのデカイ体をものすごい勢いで回転させるから、打球が速いうえによく飛ぶ。文字どおりの大砲でしたよ。まあケタ違いの打球を打っていた。同じ右の強打者といっても、悪いけど長嶋茂雄とじゃ格が違っていたね」と語っている[69]。
- メジャーの強チームが頻繁に来日した1955年前後、来日したメジャーリーガーたちは、「中西だけはメジャー級」という言葉を残して帰国した。その打棒は、海の向こうにも鳴り響いていた[63]。
- メジャーリーガーもその打撃には一目置いていた。1956年の日米野球ではブルックリン・ドジャースのギル・ホッジスとホームラン競争を行い、13本塁打を放った。1958年11月4日大阪スタヂアムで行われたセントルイス・カージナルスとの日米野球第8戦では満塁の場面で野村克也の代打で登場。左中間に弾丸ライナーで飛び込むホームランを放ちカージナルスナインの度肝を抜いた。試合後カージナルスの選手たちが、わざわざ記念撮影を申し込み、「ビッグ・バッファロー」と呼ばれた[70]。この日米野球で放った3本塁打、11打点は日本勢最多である。
- 同じリーグで同じ右のスラッガーであった山内一弘とは、互いに認め合うライバル関係であった。二人は当時の球界を代表する強打者であり、かつ打撃のスタイルが全く異なっていたことから、同じプロの右打者たちの間で「中西流」「山内流」という言葉が生まれ、参考にされる存在であった[71]。
- 「素振りの音が相手ベンチまで聞こえた」という程スイングスピードが速く大きな武器であったのだが、あまりにも速すぎたために体への負担もまた大きく、腱鞘炎を患ったが、現役引退後、実は1959年に小玉明利からスパイクされたことが遠因で利き手の骨が欠けていたことが判明した。これがなければ「率を除く全ての分野において2倍は通算成績を残していた」と言われる。

### 守備・走塁
- ずんぐりむっくりな体型に似合わぬ俊足で盗塁数も多かった。1953年には36盗塁を記録し、史上3人目の打率3割・30本塁打・30盗塁（トリプルスリー）を達成している。三塁の守備では柔らかなグラブ捌きを見せ[67]、また目の前にフェンスが迫っていても怪我を恐れずに打球を追ったことから、遊撃手を務めていた豊田泰光とともに「金網デスマッチ」と言われていた。このため前歯を3本折損している。
- 非常に器用な選手であり、内野のすべてのポジションに加え、外野手も無難にこなしている。

### 記録に関するトピック
二冠獲得4回、本塁打王5回（4年連続含む）、首位打者2回、打点王3回の打撃タイトルを誇る。特筆すべきは、これらのタイトルを高卒から入団7年目までに獲得していることである。
戦後初の三冠王となるチャンスが何度もあった。特に惜しかったのは1956年と1958年である。前者は首位打者を同僚の豊田泰光と争ったが、最終戦を前に三原監督が両者に休養を命じたため、豊田の首位打者が決まった（ただし、豊田は首位打者、中西は二冠王で構わないと最初から両者で話し合って決めていたとも言われている）。後者は全日程を終了して三冠、ただし打点のみは大毎オリオンズの葛城隆雄と同数という状況で、葛城が最終戦で本塁打を放ったため、打点王を逃したというものである。この時葛城に本塁打を打たれたのは、元同僚の大津守投手（当時近鉄）であり、後日試合で対戦の際に中西と顔を合わせ、「すまん」と謝ったとされている。なお、中西が何度もタイトルに近づいたことで、それまで日本ではあまり知られていなかった「トリプルクラウン」が認識されるようになり、さらに「三冠王」という訳語もマスコミで定着するに至った。
中西は三冠王になったことはないが、打率・本塁打・打点の部門において、「1部門がリーグ2位の二冠王」を1953年・1955年・1956年・1958年の通算4回記録している。これは王貞治の5回、長嶋茂雄の3回に挟まれて歴代2位である。中西は4回すべてが僅差であり、1953年は打率において4厘差で岡本伊三美に、1955年は打点において1打点差で山内和弘に、1956年は打率において.0004差で豊田に（中西は.3247、豊田は.3251）、1958年は打点において1打点差で葛城に、それぞれタイトルを奪われた。

## 指導者として
西鉄、日本ハム、阪神で計12シーズンにわたって監督を務め、Aクラス6回（リーグ優勝1回）の実績を持つが、野村克也は著書で監督としては「失敗」という評価をしている。
一方で、コーチとしては数多くの強打者を指導しており、前述の野村もコーチとしての指導実績は高く評価している。吉田義男は「中西さんは教える達人でしたね」と話しており、江夏豊は「名監督は数多くいても、名コーチは少ない」が持論だが、その中で「投げるほうの名コーチは権藤博さん、打つほうの名コーチは中西さん」と語っている。
中西本人も、若手選手と直接向き合える打撃コーチが天職で、監督には向いていないと公言していた。
中西の打撃理論は「ボールを呼び込んで下半身で打つ」こと、「バットを内側から出す」ことを基本としており、練習法ではティー打撃に重点を置いている。中西流の指導法は、教え子の若松や伊勢孝夫、杉村繁らに引き継がれている。杉村は「本当にお世話になった。とんでもないコーチ。足元に及ばなかった。ツイスト打法もそうだけどとにかく強い打球を打てと。一番は選手を乗せるのが上手い。きつい練習だけど楽しくできる。」と述べている。

## 人物
愛称は「太っさん（ふとっさん）」。あるいは「太」。
非常に運動神経に優れていたことで知られ、本人も「私は農耕民族だから」と言う、その足腰の強さは特筆物であった。相撲好きであり、関脇・鶴ヶ嶺（後の井筒親方）と非常に仲が良かったため、よく井筒部屋に出稽古に出かけていたという。しかも三段目ほどの力士であれば軽くあしらって勝ってしまうこともあった程で、鶴ヶ嶺は「中西さんは相撲の世界に入っていても、間違いなく幕内までは軽々行ったと思う」と述べている。
荒くれ者の西鉄野武士軍団の中心打者で豪快な打撃とその風貌から勘違いされやすいが、性格は繊細で真面目で人一倍練習熱心だった。宿舎で同部屋だった稲尾和久は「毎日、夜、寝る前に部屋でビュンビュンとバットを振る。振るたびにすごい風圧で、ガラス窓が割れそうになるので怖かった」と振り返っている。練習のしすぎが腱鞘炎の原因のひとつとも言われる。
やや気が小さい面が見られた。腱鞘炎で試合から遠ざかっていた選手兼任監督時代、試合前にバックネットの前で素振りをしていると、スタンドのファンから大声で「中西、試合に出んか!」と野次を飛ばされた。気の強い選手ならすぐにそちらを向いて睨みつけそうなものだが、中西はそちらを見ることができず、横にいた記者に「どんな奴が怒鳴ってる?」と素振りを続けながら尋ねたという。流線型打線の中核を担ったが、たとえば一番打者の高倉照幸が二塁打を放つと、気が強くチャンスに強い二番の豊田に「トヨ（豊田）、（走者を）返しとけよ・・」と呟く事もあった。豊田が首尾よくタイムリーを放ち先制点を取ると中西も重圧から解放されその後の打席は打棒が爆発し、一番の高倉から三番中西までで試合を早々に決めてしまう事もままあった。
中西は現役時代における最も忘れられない場面として、1958年の日本シリーズ、1勝3敗で迎えた第5戦、2-3と1点ビハインドの9回裏一死三塁という「非常に責任ある打席（中西）」で三塁ゴロに倒れた場面を挙げている。この試合は続く5番の関口清治が起死回生のタイムリーヒットを打って同点に追いつき、延長10回裏稲尾のサヨナラ本塁打で勝利。西鉄は第6戦、第7戦も連勝して奇跡の逆転優勝を果たし、中西もまたこの第5戦に続いて第6戦、第7戦でも本塁打を放つ活躍を見せたが、第5戦9回裏の場面は「もしあのまま試合が終わっていたら…」と思い返すことがたびたびあったという。
三原脩について取材で聞かれることが多く、「三原さんの事についてはもう勘弁してくれというぐらい話してる」と語っている。
阪神監督時代の中西は痛風を患っており、スパイクの足先を切り取って痛さを誤魔化していた。

## 詳細情報

### 年度別打撃成績
| 年 度      | 球 団      | 試 合 | 打 席 | 打 数 | 得 点 | 安 打 | 二 塁 打 | 三 塁 打 | 本 塁 打 | 塁 打 | 打 点 | 盗 塁 | 盗 塁 死 | 犠 打 | 犠 飛 | 四 球 | 敬 遠 | 死 球 | 三 振 | 併 殺 打 | 打 率 | 出 塁 率 | 長 打 率 | O P S |
| ---------- | ---------- | ----- | ----- | ----- | ----- | ----- | -------- | -------- | -------- | ----- | ----- | ----- | -------- | ----- | ----- | ----- | ----- | ----- | ----- | -------- | ----- | -------- | -------- | ----- |
| 1952       | 西鉄       | 111   | 410   | 384   | 57    | 108   | 20       | 7        | 12       | 178   | 65    | 16    | 4        | 0     | --    | 26    | --    | 0     | 38    | 12       | .281  | .327     | .464     | .790  |
| 1953       | 西鉄       | 120   | 509   | 465   | 92    | 146   | 20       | 7        | 36       | 288   | 86    | 36    | 16       | 1     | --    | 41    | --    | 1     | 52    | 13       | .314  | .370     | .619     | .989  |
| 1954       | 西鉄       | 130   | 554   | 493   | 87    | 146   | 28       | 8        | 31       | 283   | 82    | 23    | 9        | 2     | 4     | 51    | --    | 4     | 73    | 10       | .296  | .364     | .574     | .938  |
| 1955       | 西鉄       | 135   | 549   | 473   | 96    | 157   | 28       | 4        | 35       | 298   | 98    | 19    | 12       | 0     | 3     | 71    | 17    | 2     | 91    | 10       | .332  | .419     | .630     | 1.049 |
| 1956       | 西鉄       | 137   | 523   | 462   | 74    | 150   | 27       | 5        | 29       | 274   | 95    | 15    | 12       | 1     | 5     | 54    | 17    | 1     | 70    | 8        | .325  | .393     | .593     | .987  |
| 1957       | 西鉄       | 132   | 538   | 486   | 84    | 154   | 31       | 3        | 24       | 263   | 100   | 15    | 6        | 0     | 2     | 49    | 6     | 1     | 71    | 14       | .317  | .379     | .541     | .920  |
| 1958       | 西鉄       | 126   | 469   | 404   | 61    | 127   | 19       | 1        | 23       | 217   | 84    | 8     | 9        | 0     | 2     | 60    | 10    | 3     | 59    | 10       | .314  | .405     | .537     | .942  |
| 1959       | 西鉄       | 59    | 181   | 153   | 21    | 45    | 10       | 1        | 7        | 78    | 29    | 2     | 3        | 0     | 3     | 24    | 7     | 1     | 24    | 6        | .294  | .387     | .510     | .897  |
| 1960       | 西鉄       | 32    | 54    | 47    | 6     | 17    | 2        | 1        | 1        | 24    | 10    | 1     | 0        | 0     | 1     | 6     | 4     | 0     | 8     | 4        | .362  | .426     | .511     | .937  |
| 1961       | 西鉄       | 99    | 301   | 253   | 48    | 77    | 6        | 1        | 21       | 148   | 54    | 4     | 6        | 0     | 3     | 44    | 13    | 1     | 42    | 8        | .304  | .405     | .585     | .990  |
| 1962       | 西鉄       | 44    | 82    | 71    | 6     | 19    | 1        | 0        | 2        | 26    | 11    | 2     | 1        | 0     | 1     | 9     | 2     | 1     | 8     | 4        | .268  | .354     | .366     | .720  |
| 1963       | 西鉄       | 81    | 241   | 216   | 26    | 61    | 7        | 0        | 11       | 101   | 26    | 0     | 3        | 0     | 0     | 24    | 2     | 1     | 47    | 10       | .282  | .357     | .468     | .824  |
| 1964       | 西鉄       | 33    | 46    | 40    | 2     | 6     | 2        | 0        | 0        | 8     | 4     | 0     | 0        | 0     | 0     | 6     | 1     | 0     | 10    | 2        | .150  | .261     | .200     | .461  |
| 1965       | 西鉄       | 34    | 58    | 51    | 3     | 15    | 2        | 0        | 2        | 23    | 9     | 0     | 0        | 0     | 1     | 6     | 1     | 0     | 8     | 4        | .294  | .362     | .451     | .813  |
| 1966       | 西鉄       | 51    | 55    | 51    | 6     | 14    | 2        | 0        | 6        | 34    | 15    | 1     | 0        | 0     | 1     | 3     | 2     | 0     | 9     | 0        | .275  | .309     | .667     | .976  |
| 1967       | 西鉄       | 32    | 40    | 36    | 3     | 10    | 2        | 0        | 3        | 21    | 9     | 0     | 0        | 0     | 0     | 3     | 0     | 1     | 7     | 1        | .278  | .350     | .583     | .933  |
| 1968       | 西鉄       | 26    | 28    | 25    | 1     | 10    | 0        | 0        | 1        | 13    | 8     | 0     | 0        | 0     | 0     | 3     | 3     | 0     | 5     | 1        | .400  | .464     | .520     | .984  |
| 1969       | 西鉄       | 6     | 7     | 6     | 0     | 0     | 0        | 0        | 0        | 0     | 0     | 0     | 0        | 0     | 0     | 1     | 0     | 0     | 2     | 0        | .000  | .143     | .000     | .143  |
| 通算：18年 | 通算：18年 | 1388  | 4645  | 4116  | 673   | 1262  | 207      | 38       | 244      | 2277  | 785   | 142   | 81       | 4     | 26    | 481   | 85    | 17    | 624   | 117      | .307  | .379     | .553     | .933  |

- 各年度の太字はリーグ最高

### 年度別監督成績
| 年度       | 球団       | 順位       | 試合 | 勝利 | 敗戦 | 引分 | 勝率 | ゲーム差               | チーム 本塁打          | チーム 打率            | チーム 防御率          | 年齢                   |
| ---------- | ---------- | ---------- | ---- | ---- | ---- | ---- | ---- | ---------------------- | ---------------------- | ---------------------- | ---------------------- | ---------------------- |
| 1962年     | 西鉄       | 3位        | 136  | 62   | 68   | 6    | .477 | 16.0                   | 92                     | .245                   | 3.00                   | 29歳                   |
| 1963年     | 西鉄       | 1位        | 150  | 86   | 60   | 4    | .589 | -                      | 146                    | .244                   | 2.69                   | 30歳                   |
| 1964年     | 西鉄       | 5位        | 150  | 63   | 81   | 6    | .438 | 19.5                   | 116                    | .242                   | 3.57                   | 31歳                   |
| 1965年     | 西鉄       | 3位        | 140  | 72   | 64   | 4    | .529 | 15.5                   | 112                    | .246                   | 3.00                   | 32歳                   |
| 1966年     | 西鉄       | 2位        | 138  | 75   | 55   | 8    | .577 | 4.0                    | 125                    | .231                   | 2.13                   | 33歳                   |
| 1967年     | 西鉄       | 2位        | 140  | 66   | 64   | 10   | .508 | 9.0                    | 98                     | .222                   | 2.50                   | 34歳                   |
| 1968年     | 西鉄       | 5位        | 133  | 56   | 74   | 3    | .431 | 24.0                   | 110                    | .237                   | 3.17                   | 35歳                   |
| 1969年     | 西鉄       | 5位        | 130  | 51   | 75   | 4    | .405 | 25.0                   | 119                    | .225                   | 3.40                   | 36歳                   |
| 1974年     | 日本ハム   | 6位        | 130  | 49   | 75   | 6    | .395 | 6位・6位               | 96                     | .246                   | 4.11                   | 41歳                   |
| 1975年     | 日本ハム   | 6位        | 130  | 55   | 63   | 12   | .466 | 4位・4位               | 100                    | .258                   | 3.89                   | 42歳                   |
| 1980年     | 阪神       | 5位        | 130  | 54   | 66   | 10   | .450 | 20.5                   | 134                    | .262                   | 3.73                   | 47歳                   |
| 1981年     | 阪神       | 3位        | 130  | 67   | 58   | 5    | .536 | 8.0                    | 114                    | .272                   | 3.32                   | 48歳                   |
| 通算：12年 | 通算：12年 | 通算：12年 | 1640 | 748  | 811  | 81   | .480 | Aクラス6回、Bクラス6回 | Aクラス6回、Bクラス6回 | Aクラス6回、Bクラス6回 | Aクラス6回、Bクラス6回 | Aクラス6回、Bクラス6回 |

※1 - 1962年、1966年から1996年までは130試合制
※2 - 1963年から1964年までは150試合制
※3 - 1965年は140試合制
※4 - 1973年から1982年までは前後期制のため、ゲーム差欄は上段前期順位、下段後期順位を表示
※5 - 1965年は試合前練習で負傷し4月19日から5月10日まで欠場（7勝6敗）。監督代理は深見安博
※6 - 1969年は成績不振により5月23日から6月13日まで（13勝5敗）、復帰後の10月9日から閉幕まで休養（1勝2敗）。監督代行は鬼頭政一
※7 - 1980年、ドン・ブレイザー監督辞任に伴い、5月15日にコーチから監督に就任（41勝54敗9分 勝率.432）
※8 - 1984年、ヤクルト武上四郎監督休養後の4月28日から監督代行（5勝11敗2分）。成績不振により5月22日に休養。監督代行は土橋正幸
※9 - 1994年、ロッテ八木沢荘六監督解任に伴い8月2日から監督代行（21勝22敗2分）
※10 - 通算成績は実際に指揮した試合の成績

### タイトル
- 首位打者：2回（1955年、1958年）
- 本塁打王：5回（1953年 - 1956年、1958年）※1953年は昭和生まれ初、かつ20歳での達成はNPB最年少（2リーグ制以降では唯一、1リーグ制を含むと4人目）。
- 打点王：3回（1953年、1956年 - 1957年）※1953年は昭和生まれ初
- 最多出塁数：1回（1958年）
- 最多安打：2回（1953年、1957年）※当時連盟表彰なし、1953年は昭和生まれ初

### 表彰
- 最高殊勲選手（MVP）：1回（1956年）
- 新人王（1952年） ※高卒1年目の選手として史上初
- ベストナイン：7回（1953年 - 1958年、1961年）
- 野球殿堂競技者表彰（1999年）
- 日本シリーズ優秀選手賞：1回（1958年）
- オールスターゲームMVP：2回（1954年 第1戦、1958年 第2戦）

### 記録
初記録
- 初出場・初先発出場 - 1952年3月21日、対近鉄パールス1回戦（春日原球場）、7番・三塁手で先発出場
- 初安打 - 同上、4回裏に沢藤光郎から右中間へエンタイトル二塁打
- 初打点 - 1952年3月23日、対近鉄パールス2回戦（豊楽園球場）、9回裏に関根潤三からサヨナラ適時二塁打
- 初本塁打 - 1952年4月17日、対毎日オリオンズ6回戦（川崎球場）、6回表に上野重雄からランニング本塁打

節目の記録
- 100本塁打 - 1955年8月4日、対近鉄パールス11回戦（平和台球場）、4回裏に山下登から先制決勝ソロ　※史上15人目
- 150本塁打 - 1957年6月18日、対近鉄パールス10回戦（大阪スタヂアム）、6回表に蔦行雄から3ラン　※史上10人目
- 1000安打 - 1959年5月20日、対東映フライヤーズ8回戦（平和台球場）、6回裏に牧野伸から　※史上31人目
- 200本塁打 - 1961年4月22日、対南海ホークス1回戦（大阪スタヂアム）、5回表に皆川睦雄から右中間へ3ラン　※史上7人目
- 1000試合出場 - 1961年5月17日、対南海ホークス6回戦（平和台球場）、5回裏に城戸則文の代打で出場　※史上58人目

その他の記録
- 最多安打（当時連盟表彰なし） - 2回 （1953年、1957年） ※1994年より表彰
- リーグ最多長打 - 3年連続（1953-1955年）※パ・リーグ最長タイ
- リーグ最高長打率 - 4年連続5回　※ともに柳田悠岐と並ぶパ・リーグタイ記録
- 3割30本30盗塁 - 1953年、20歳での達成は史上最年少。36盗塁はトリプルスリー達成者の中で最多記録
  - 35本塁打35盗塁 - NPB初の達成、後に秋山幸二が記録
- オールスターゲーム出場 - 7回 （1953年 - 1955年、1957年 - 1958年、1961年、1963年）

### 背番号
- 6（1952年 - 1969年）
- 60（1971年 - 1973年）
- 88（1974年、1995年 - 1997年）
- 30（1975年）
- 81（1979年 - 1981年）
- 80（1983年 - 1984年）
- 77（1985年 - 1990年）
- 70（1992年）
- 89（1994年）

## 著書

### 単著
- 『人を活かす 人を育てる』学習研究社、1991年5月、ISBN 4051056309。
- 『活人術 強い組織をつくるために』小学館、1998年5月、ISBN 4093872511。
- 『西鉄ライオンズ最強の哲学』ベースボール・マガジン社、2007年11月、ISBN 4583100639。

### 監修
- 『守備入門』有紀書房〈ぼくたちの野球百科〉、1971年、国立国会図書館書誌ID:000000793134。
- 『野球バッティング入門』福田てんこう 漫画、集英社〈まんが版入門百科〉、1972年、国立国会図書館書誌ID:000000800562。

## 出演・対談

### 解説者としての出演番組
- TBSラジオ エキサイトナイター（TBSラジオ、解説。MBSラジオ時代にも出演中継のネット受け放送あり）
- SAMURAI BASEBALL（TBS系列のプロ野球中継の現行タイトル。TBS時代・毎日放送時代に出演）
- 毎日放送ダイナミックナイター（毎日放送ラジオ、解説。ニッポン放送・TBSラジオ・KBCラジオ（九州朝日放送）時代にも出演中継のネット受け放送あり）
- KBCジャンボナイター（KBCラジオ、解説。MBSラジオ時代にも出演中継のネット受け放送あり）
- ニッポン放送ショウアップナイター（ニッポン放送、解説。MBSラジオ・KBCラジオからの出演中継のネット受けの他、自社制作中継への出向出演あり）
- ゴールデンナイター/パワーアップナイター/プロ野球中継（KBCテレビ、解説）
- 猛虎紳士録（スカイA Sports+、コメンテーター〔猛虎紳士〕として出演）

### 出演CM
- ヤクルト『タフマン』（ヤクルトヘッドコーチ時代に武上四郎監督と共演）

### 対談
- 「【対談】元プロ野球選手・監督、野球評論家 中西 太」『さぬき野』第22号、2008年夏。2016年3月5日時点のオリジナルよりアーカイブ。2024年7月14日(UTC)閲覧。